# Fimbristylis turkestanica
Fimbristylis turkestanica là loài thực vật có hoa trong họ Cói. Loài này được (Regel) B.Fedtsch. mô tả khoa học đầu tiên năm 1924.